# عرض حثمان (الشعر)

تعديل مصدري - تعديل

عرض حثمان محلة تابعة لقرية الظهبى، التابعة لعزلة بيت الصائدي بمديرية الشعر إحدى مديريات محافظة إب في الجمهورية اليمنية.، بلغ تعداد سكانها 49 حسب تعداد اليمن لعام 2004.